# Schweigende Lippen
Schweigende Lippen (Original: Johnny Belinda) ist ein US-amerikanisches Filmdrama mit Jane Wyman in der Hauptrolle unter der Regie von Jean Negulesco nach dem gleichnamigen Broadway-Bühnenstück von Elmer Blaney Harris. Der Film wurde 1948 für insgesamt zwölf Oscars nominiert.

## Handlung
Die Insel Cap Breton in Neuschottland an Kanadas Ostküste am Ende des 19. Jahrhunderts: Dr. Richardson kommt als neuer Arzt auf die Insel und lernt die Halbwaise Belinda kennen. Sie ist taub und lebt zusammen mit ihrem Vater Black McDonald und ihrer Tante Aggie auf einer Farm. Dr. Richardson nimmt sich des Mädchens an und lehrt sie das Lippenlesen und sich mit Gebärdensprache zu verständigen. Mit der Zeit entwickeln die beiden eine große Sympathie füreinander. Dr. Richardsons Sprechstundenhilfe Stella ist an ihrem Chef interessiert, unterhält aber auch eine Beziehung zum Fischer Locky McCormick. Die Zuneigung des Doktors zu Belinda ist ihr ein Dorn im Auge. Eines Tages wird Belinda von Locky vergewaltigt. Sie wird schwanger und bekommt einen Sohn. Die Leute verdächtigen Dr. Richardson, der Vater des Kindes zu sein, weil er so viel Zeit mit Belinda verbringt. Die anhaltenden Gerüchte veranlassen den Arzt, Belindas Vater anzubieten, die Tochter zu heiraten. Der Vater lehnt ab, da er nicht will, dass seine Tochter nur aus Mitleid geheiratet wird. Locky argwöhnt, dass Belindas Kind von ihm stammen könnte. Nachdem er unbemerkt ins Haus von McDonald gelangt, wird er von Black dabei erwischt, während er das Baby betrachtet. McDonald muss nun erkennen, dass Locky der Vater ist. Auf dem Rückweg in die Stadt greift Black Locky an, infolge des Handgemenges rutscht er von einer hohen Klippe ins Meer und wird nur mehr tot geborgen. Locky und Stella heiraten. Richardson hat mittlerweile eine Stelle in einem fernen Krankenhaus angenommen. Belinda und Tante Aggie können die Farm nicht mehr halten. Locky will für sich und Stella das Sorgerecht für das Kind. In der Ortschaft wird das unterstützt, da man Belinda die Kindererziehung nicht zutraut. Stella will von Belinda die nötige Unterschrift. Belinda macht ihr klar, dass sie das Kind nicht aufgeben werde. Stella erkennt das Unrecht in ihrem Tun und dass Belinda sehr wohl eine gute Mutter ist. Als sie Locky in diesem Sinne überzeugen will, erklärt er sich als Vater des Kindes und will seinen Sohn mit Gewalt holen. Es kommt zu einem Handgemenge, woraufhin Belinda ein Gewehr ergreift und Locky erschießt. Bei der Verhandlung gibt Dr. Richardson zu Protokoll, dass Belinda vergewaltigt wurde und ihre Familie zu schützen versuchte. Das Gericht erklärt den Arzt für befangen. Unerwartet ergreift Stella Belindas Partei und unterstützt die Aussage des Doktors. Belinda wird mit der Begründung freigesprochen, sie habe in Notwehr gehandelt.

## Hintergrund
Jane Wyman hatte das erste Jahrzehnt ihrer Filmkarriere bei Warner Brothers in einer endlosen Folge von zweit- und drittklassigen Filmen zugebracht. Erst allmählich begannen ihre Rollen an Bedeutung zu gewinnen, doch wie ihre Kolleginnen Bette Davis und Olivia de Havilland schaffte sie den Durchbruch als dramatische Schauspielerin erst durch Auftritte für andere Studios.
1944 hatte sie Billy Wilder persönlich für die Rolle der aufopferungsvollen Freundin von Ray Milland in Das verlorene Wochenende zu Paramount Pictures geholt. Mit dem Film gewann Wyman die Anerkennung der Kritiker, und MGM nahm sie für Die Wildnis ruft als arme Farmersfrau unter Vertrag. In der Zwischenzeit versuchte der Erfolgsproduzent Jerry Wald, den Studioboss Jack Warner zu überzeugen, die Filmrechte an dem Theaterstück Johnny Belinda zu erwerben. Der Stoff war ungewöhnlich brutal: Ein taubstummes Mädchen wird vergewaltigt, von ihrem Peiniger schwanger und erschießt ihn am Ende.
Jack Warner war zunächst ablehnend:
Who wants to see a picture where the leading lady doesn't say a word?
Wer will einen Film sehen, in dem die Hauptdarstellerin kein einziges Wort sagt?
Am Ende überzeugte Wald das Studio doch noch, nicht zuletzt, nachdem RKO mit Dorothy McGuire in The Spiral Staircase als taubstummes Opfer eines brutalen Mörders einen gewaltigen kommerziellen Hit gelandet hatte. Jerry Wald war mittlerweile einer der Top-Produzenten bei Warner, nachdem er mit Solange ein Herz schlägt den finanziell erfolgreichsten Warner-Film des Jahres 1945 produzierte und Joan Crawford zum Oscar als beste Hauptdarstellerin und einem veritablen Come-back verhalf. Die Besetzung des Films war jedoch schwierig, da keiner der studioeigenen Stars zur Verfügung stand. So sollte zunächst Teresa Wright die Rolle übernehmen. Jane Wyman musste viel Überzeugungsarbeit leisten, um Jerry Wald umzustimmen und ihr den Part zu geben. Der Film machte aus Wyman einen großen Star und verhalf auch Regisseur Jean Negulesco, der im Vorjahr bereits mit Joan Crawford in Humoreske gearbeitet hatte, zum Durchbruch als Frauenregisseur. Lew Ayres war dankbar, endlich wieder eine gehaltvolle Rolle übertragen bekommen zu haben, nachdem er während des Krieges aufgrund seiner Kriegsdienstverweigerung praktisch arbeitslos war. Um sich auf die Rolle vorzubereiten, lernten Wyman und Ayres die Taubstummensprache, und Wyman verbrachte ganze Tage mit Wachs in den Ohren, um ein Gefühl für den Part zu bekommen.
Die Dreharbeiten fanden in Fort Bragg, einer Kleinstadt im Norden Kaliforniens, statt. Zunächst allerdings war Studioboss Jack Warner mit dem Ergebnis unzufrieden. Er monierte den Rohschnitt:
They're up there shooting fog and a bunch of damned seagulls!
Die haben dort oben nichts weiter als Nebel und einen Haufen verdammter Möwen aufgenommen!
Der Film lag daraufhin fast ein Jahr im Archiv, ehe er in den allgemeinen Verleih kam. Schweigende Lippen wurde der erfolgreichste Streifen des gesamten Jahres und bekam eine bis dahin einmalige Anzahl von zwölf Oscarnominierungen. Allerdings erhielt nur Jane Wyman die Auszeichnung als beste Hauptdarstellerin.
1982 inszenierte Regisseur Anthony Page für das Fernsehen unter dem Originaltitel ein Remake mit Richard Thomas und Rosanna Arquette in den Hauptrollen.

## Kritiken
In der New York Post stand zu lesen:
Jane Wyman gives a performance surpassingly beautiful in its slow, luminous awakening of joy and understanding.
Der film-dienst bezeichnete den Film als ein
packendes, niveauvolles Melodram alten Stils mit starken Gefühlen, dichter Atmosphäre und einer sensiblen Hauptdarstellerin.

## Auszeichnungen
Es gab für den Film bei der Oscarverleihung 1949 insgesamt zwölf Nominierungen in den Kategorien:
- Bester Film
- Beste Regie (Jean Negulesco)
- Bester Hauptdarsteller (Lew Ayres)
- Beste Hauptdarstellerin (Jane Wyman) – gewonnen
- Bester Nebendarsteller (Charles Bickford)
- Beste Nebendarstellerin (Agnes Moorehead)
- Bestes adaptiertes Drehbuch
- Beste Kamera
- Bester Schnitt
- Bester Ton
- Beste Filmmusik
- Beste Ausstattung

Bei den Golden Globe Awards 1949 gab es Auszeichnungen in den Kategorien:
- Bester Film
- Beste Hauptdarstellerin